# Sabunçu
Sabunçu – osiedle typu miejskiego w Azerbejdżanie, należące do miasta wydzielonego Baku. Według danych na rok 2015 liczyło 31 700 mieszkańców.